# International Accountability Platform for Belarus
Die International Accountability Platform for Belarus IAPB (deutsch: Internationale Plattform für Rechenschaftspflicht in Belarus) ist ein Zusammenschluss unabhängiger Nichtregierungsorganisationen aus Belarus und international agierenden Menschenrechtsorganisationen. Sie sammelt, verifiziert und bewahrt Beweise für mögliche internationale Verbrechen, welche von den belarussischen Behörden und anderen im Vorfeld und nach den Präsidentschaftswahlen 2020 begangen wurden.

## Hintergrund
Die IAPB wurde am 24. März 2021 als Reaktion auf den Bericht des Berichterstatters des Moskauer Mechanismus der OSZE vom 5. November 2020 ins Leben gerufen. In dem Bericht werden die Staaten unter anderem aufgefordert, die Urheber von Folter und unmenschlicher Behandlung, einschließlich sexueller Gewalt, sowie anderer schwerer Menschenrechtsverletzungen, die im Zusammenhang mit den Präsidentschaftswahlen vom 9. August 2020 in Belarus begangen wurden, zur Rechenschaft zu ziehen.

## Aktivitäten und Ergebnisse
Die Aktivitäten der Plattform konzentrieren sich insbesondere auf die Erstellung von Beweismaterial zur Verwendung durch Ermittlungs- und Strafverfolgungsbehörden sowie zur Verwendung in anderen Verfahren im Zusammenhang mit der Rechenschaftspflicht.
Zwischen März 2021 und September 2024 erarbeitete die IAPB eine Sammlung von Informationen, Beweisen und Analysen mit fast 30.000 Domukenten und unter Berücksichtigung von mehr als 2600 Interviews. Bearbeitet wurden Anfragen aus Mitgliedstaaten der OSZE, aus dem UN-Menschenrechtsbüros sowie dem Büro des Anklägers des Internationalen Strafgerichtshofs.

## Organisation
Die Plattform besteht aus einer Steuergruppe, einem Beirat und dem administrativen Sekretariat.
Die Steuergruppe ist verantwortlich für die Arbeit der Plattform. In ihr sind folgende Menschenrechtsorganisationen vertreten:
- DIGNITY - Dänisches Institut gegen Folter (Leitung)
- International Committee for the Investigation of Torture in Belarus[9]
- Menschenrechtszentrum Wiasna (Belarus)
- REDRESS (Vereinigtes Königreich)

Der Beirat setzt sich zusammen aus Vertretern belarussischer Organisationen, die aus Sicherheitsgründen nicht genannt werden wollen, sowie aus folgenden Organisationen:
- European Center for Constitutional and Human Rights (ECCHR)
- International Federation for Human Rights (FIDH)
- International Rehabilitation Council for Torture Victims (IRCT)
- Norwegian Helsinki Committee
- Physicians for Human Rights (PHR)[10]
- Reporter ohne Grenzen (RSF)
- World Organisation Against Torture (OMCT)

Die Arbeit des IAPB wird von einem Sekretariat wahrgenommen, das sich aus Juristen und Medizinern zusammensetzt, die über Fachwissen und Erfahrung in internationalen strafrechtlichen Ermittlungen und Strafverfolgungen verfügen. Das Sekretariat befindet sich in der DIGNITY-Zentrale in Kopenhagen.

## Publikationen
Die Organisation veröffentlicht seit 2022 alle sechs Monate Rechenschaftsberichte über ihre Arbeit sowie Informationen für die Öffentlichkeit.

## Würdigung
Die IAPB wird von einer Vielzahl von Staaten unterstützt, insbesondere von Belgien, Dänemark, Deutschland, Estland, Finnland, Island, Kanada, Lettland, Litauen, den Niederlanden, Norwegen, Österreich, Polen, Rumänien, der Schweiz, der Slowakei, Liechtenstein, der Tschechischen Republik, dem Vereinigten Königreich und den Vereinigten Staaten von Amerika sowie von der Europäischen Union.
2024 wurde die Organisation mit dem Menschenrechtspreis der Karl-Franzens-Universität Graz ausgezeichnet.